# Salwator Lara Puente
Salwator Lara Puente, (hiszp.) Salvador Lara Puente (ur. 13 sierpnia 1905 w Chalchihuites, zm. 15 sierpnia 1926 tamże) – święty Kościoła katolickiego, działacz Akcji Katolickiej z terenu diecezji Durango, ofiara prześladowań antykatolickich zapoczątkowanych w okresie rewolucji meksykańskiej, męczennik.

## Życiorys
Był synem Francisco Lara i Marii Soledad Puente Granados. Wykształcenie zdobył w seminarium duchownym w Durango. Ze względu na trudne warunki ekonomiczne przerwał studia by pomóc rodzinie w utrzymaniu. Pracował na rolni, a także jako kasjer. Świecki apostolat realizował pomagając miejscowemu proboszczowi L. Batiz Sáinzowi, przez udział we mszach, przystępowanie do Eucharystii a także działalność społeczną w Stowarzyszeniu Robotników Katolickich i organizacji Katolickiej Młodzieży Meksykańskiej, pełnił też funkcje prezesa Akcji Katolickiej i sekretarza Narodowej Ligi na rzecz Obrony Wolności Religijnej. Według świadków powołanych w procesie kanonizacyjnym Salwator Lara Puente był człowiekiem otwartym, pogodnym i solidnym. Współpracował z miejscowym prezbiterem ks. Ludwikiem Batiz Sáinzem.
Po opublikowaniu w 1926 r. antykościelnego dekretu rządu E. Callesa gdy aresztowano księdza Ludwika Batiz Sáinza zwołał zebranie w jego obronie. Został aresztowany i rozstrzelany w dzień święta Wniebowzięcia Najświętszej Maryi Panny, a wraz z nim zginęli Ludwik Batiz Sáinz i wierni świeccy: Emanuel Morales, Dawid Roldán Lara.
Relikwie Salwatora Lara Puente zostały przeniesione do kościoła „San Pedro” w Chalchihuites i spoczywają obok relikwii świętych Ludwika Batiz Sáinz, Emanuela Moralesa i Dawida Roldán Lara.
Atrybutem świętego męczennika jest palma.
Śmierć Salwatora Lary Puente była wynikiem nienawiści do wiary (łac.) odium fidei. Po zakończeniu procesu informacyjnego na etapie lokalnej diecezji, który toczył się w latach 1933–1988 w odniesieniu do męczenników okresu prześladowań Kościoła katolickiego w Meksyku, został beatyfikowany 22 listopada 1992 roku w watykańskiej bazylice św. Piotra, a jego kanonizacja na placu Świętego Piotra, w grupie Krzysztofa Magallanesa Jary i 24 towarzyszy, odbyła się 21 maja 2000 roku. Wyniesienia na ołtarze Kościoła katolickiego dokonał papież Jan Paweł II.
Wspomnienie liturgiczne obchodzone jest w dies natalis (15 sierpnia).